# Serge Schoonbroodt

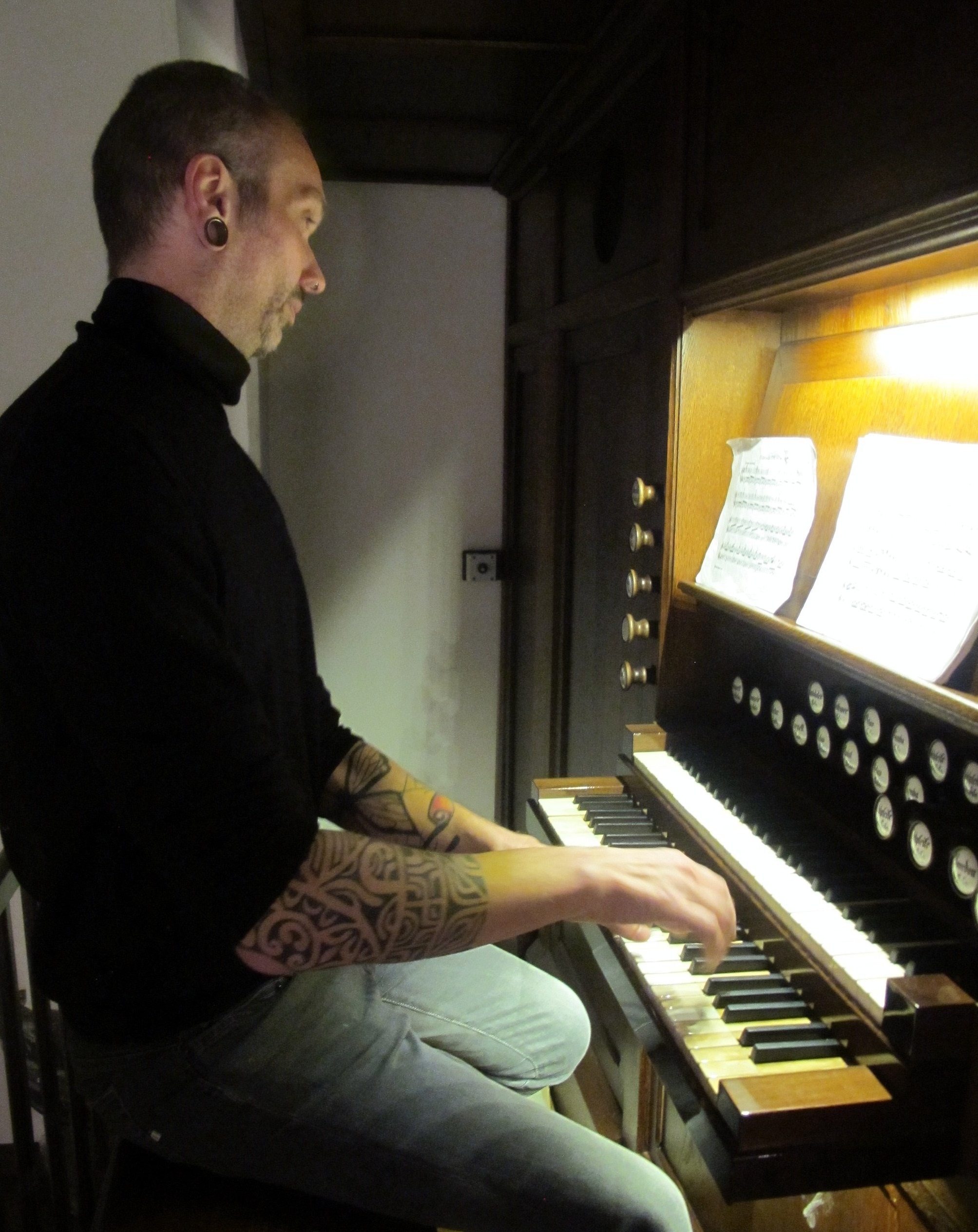
Serge Schoonbroodt an der Orgel des Kongresszentrums Kloster Heidberg in Eupen

Serge Schoonbroodt (* 19. April 1971 in Eupen) ist ein belgischer Organist und Sänger.

## Leben
Serge Schoonbroodt studierte Orgel bei seinem Vater Hubert Schoonbroodt am Königlichen Konservatorium in Brüssel und erhielt 1993 einen Ersten Preis im Fach Orgel. Von 1993 bis 1996 war er Sänger an der Kathedrale von Paris.  Er ist seit 1996 international als Organist tätig und gibt regelmäßig Meisterkurse. Seine Interpretationen wurde von den Radiosendern WDR, SWF, France  Musique, BRR und Radio Classic Tallinn gesendet. Konzerte und seine inzwischen 20 CD-Aufnahmen wurden von der internationalen Fachpresse gelobt und ausgezeichnet.
Schoonbroodt ist Gründer des Zentrums für Alte Musik in Lüttich. Er ist ebenfalls Gründer und war musikalischer Leiter des Festival Internacional de Musica de Arequipa im Süden von Peru. Er lebt heute in Lüttich, wo er an der Förderung der historischen Orgeln arbeitet und das Festival „Fête de l'Orgue“ leitet.
Januar 2019 erklärte Schoonbroodt gegenüber der Presse, er wolle nach 20 Jahren seine öffentliche Laufbahn als Musiker beenden. Weiter teilte er mit, dass er „aus tiefer Uneinigkeit mit der Institution katholische Kirche“ seinen Austritt aus der Kirche vollzogen habe.

## Tondokumente
- Nicolas de Grigny: Les Hymnes
- François Couperin: Les deux Messes pour Orgue (Aeolus 2009)
- Werke von Bach, Bruhns, Buxtehude, Scheidt und Tunder, an der Stumm-Orgel in Zell an der Mosel, erschien im Herbst 2008
- Werke Nicolas de Grigny Aufgenommen 2007 an der historischen Jean-Baptiste Le Picard Orgel der Kathedrale von Tongeren
- André Raison: Messes du 1° et 2° ton (Etoile Production 2005)
- Jacques Boyvin: Suite du Premier Livre d'Orgue (Etoile Production 2003)
- Guillaume Gabriel Nivers: Livre d'Orgue (Etoile Production 2002)
- 3 CD jeweils mit Aufnahmen von Lambert Chaumont, Louis-Nicolas Clérambault und Jean-Adam Guilain (Etoile-Production 2003)
- Johann Caspar Ferdinand Fischer: Intégrale de l'oevre d'orgue (Aeolus 2002)
- Gilles Jullien: Livre d'Orgue (Aeolus 2002)
- Hymnes (Assai 2001)
- Ballo del Gran Duca (Aeolus 2001)
- Lambert Chaumont: L'oevre d'Orgue (Radio France 1998)
- Johann Sebastian Bach: Volume I (Etoile Production 1997)